# Stenophylax malaspina
Stenophylax malaspina là một loài Trichoptera trong họ Limnephilidae. Chúng phân bố ở miền Cổ bắc.